# Bitka pri Kressenbrunnu
Bitka pri Kressenbrunnu (češko Bitva u Kressenbrunnu, nemško Schlacht bei Kressenbrunn, madžarsko Kroissenbrunni csata) julija 1260 v Spodnji Avstriji je bila bitka med Kraljevino Češko in Kraljevino Ogrsko za oblast v vojvodinah Avstriji in Štajerski. Češki vojski je poveljeval kralj Otokar II. Přemysl, ogrski pa kralj Béla IV.
Otokarjev oče kralj Venčeslav I. svojemu sinu leta 1251 ni podelil samo mejne grofije Moravske, ampak ga je imenoval tudi za vojvodo Avstrije in Štajerske, ki sta po izumrtju vladajoče dinastije Babenberg leta 1246 ostali brez knezov. Da bi legaliziral svojo odločitev, je Otokarja leta 1252 poročil z vojvodinjo Margareto Avstrijsko, sestro zadnjega babenberškega vojvode.
Ko je Otokar leta 1253 nasledil  očeta kot kralj Češke, je Béla, vznemirjen zaradi naraščajoče Otokarjeve moči, zahteval zase Vojvodino Štejersko. Margaretina nečakinja Gertruda se je medtem poročila z Romanom Danilovičem, sinom gališkega kralja Daniela in sorodnikom dinastije Árpád. Prve spore sta vladarja poravnala s pomočjo papeža Inocenca IV. leta 1254. Béla je dobil velike dele Štajerske in pozneje svojega sina Štefana postavil za štajerskega vojvodo. Spori so se ponovno začeli leta 1260, ko se je štajersko plemstvo uprlo Árpádovcem in je Otokar z vojsko zasedel Štajersko. Béla se je povezel z  Danielom Gališkim in poljskim krajem Boleslavom V.  Pjastom in napadel Otokarja. Kraljevina Ogrska je med pustošenjem Mongolov leta 1240 in 1241 izgubila velik del svoje politične in vojaške moči. Zgodovinarji ocenjujejo, da je bila do polovica od 2.000.000 takratnih prebivalcev Ogrske žrrtev mongolske invazije.
V Otokarjevi vojski so bili češko-moravske, nemške, poljske, koroške, kranjske in štajerske čete, v ogromni Bélovi  vojski pa madžarske, slovaške, kumanske, ruske, poljske, bolgarske, vlaške, gališke, slavonske, hrvaške, bosanske, srbske, pečeneške in seklerske čete. Vojski sta se srečali vsaka na svoji strani Morave in se nekaj časa gledali. Ker se nihče ni upal prvi prečkati reke, je Otokar predlagal, da se njegove čete umaknejo, da bi Madžari lahko prišli na drugi breg reke. Ko se je Otokarjeva vojska umaknila, je Bélov sin Štefan pri Kressenbrunnu napadel umikajočo se Otokarjevo konjenico. Otokarju je uspelo napad odbiti, Štefan pa je bil v bitki hudo ranjen. Češke čete so se obrnile in napadle in porazile glavnino Bélove vojske. Veliko ogrskih vojakov se je na begu utopilo.
Bitka velja za eno največjih bitk v srednji Evropi v srednjem veku, čeprav zgodovinarji dvomijo v možnost najema tako velikega števila najemnikov. Po Otokarjevi zmagi se je kralj Béla odrekel Vojvodini Štajerski in leta 1261 celo poročil  svojo vnukinjo Kunigundo Slavonsko s češkim kraljem. Vsi njegovi nasledniki so kljub temu še naprej izzivali Kraljevino Češko.

## Spomenik
Bitko obeležuje spomenik, odkrit  leta 2010  ob 750-letnici bitke. Spomenik stoji na vzhodnem robu občine Groissenbrunn, v bližini ceste proti reki Morava. Avtor likovne zasnove spominske plošče je Vladislav Plekanec.